# Si je veux siffler, je siffle
Pour plus de détails, voir Fiche technique et Distribution.
Si je veux siffler, je siffle (Eu când vreau să fluier, fluier) est un film réalisé par Florin Șerban, sorti en 2010. En compétition officielle à la Berlinale 2010, le film remporte le Grand prix du jury et le prix Alfred-Bauer.

## Fiche technique
- Titre français : Si je veux siffler, je siffle
- Titre original : Eu când vreau să fluier, fluier
- Titre suédois : Vill jag vissla så visslar jag
- Réalisation : Florin Șerban
- Scénario : Florin Șerban et Cătălin Mitulescu (ro) d'après la pièce éponyme d'Andreea Vălean
- Photographie : Marius Panduru
- Pays d'origine : Roumanie - Suède - Allemagne
- Genre : drame
- Durée : 94 minutes
- Date de sortie : 2010

## Distribution
- George Piștereanu (ro) : Silviu
- Ada Condeescu : Ana
- Mihai Constantin (ro) : Directeur de prison
- Clara Vodă (ro) : Mère